# Desmoptera judicata
Desmoptera judicata är en insektsart som beskrevs av Bolívar, I. 1884. Desmoptera judicata ingår i släktet Desmoptera och familjen Pyrgomorphidae. Inga underarter finns listade i Catalogue of Life.